# Boulevard Saint-Raymond
 (novembre 2024).
Si vous disposez d'ouvrages ou d'articles de référence ou si vous connaissez des sites web de qualité traitant du thème abordé ici, merci de compléter l'article en donnant les références utiles à sa vérifiabilité et en les liant à la section « Notes et références ».
Le boulevard Saint-Raymond est un important boulevard  de la ville de Gatineau. 

## Situation et accès
Situé dans le secteur Hull de Québec, a route commence à partir du boulevard Saint-Joseph pour finir jusqu'au boulevard Alexandre-Taché en passant par le parc de la Gatineau.

### Section est
La section est du boulevard Saint-Raymond passe entre deux zones résidentielles soit par le village urbain de Mont-Bleu et celui du quartier de Wrightville. Cette section de ce boulevard entre aussi en contact avec le boulevard Cité-des-Jeunes.

### Section sud-ouest
Après avoir dépassé le boulevard de la Cité-des-Jeunes, il devient une route divisée à quatre voies (statut proche de l'autoroute) traversant le parc de la Gatineau. Sa section sud et ouest est également très fréquentée car elle se connecte à la communauté grandissante du Plateau de la Capitale (qui abrite également de nombreux magasins à grande surface et à grands magasins ainsi qu'un cinéma) et aussi au boulevard des Allumettières (anciennement boulevard de l'Outaouais), une autoroute majeure. La circulation est particulièrement intense le week-end en raison des acheteurs qui se dirigent vers le quartier commercial du boulevard du Plateau.

### Quartiers
- Manoir des Trembles
- Le Plateau
- Parc de la Montagne
- Lac-des-Fées
- Wrightville

## Origine du nom
Le « boulevard Saint-Raymond » tient son nom de la paroisse du même nom fondée en 1942.

## Historique
Le « boulevard Saint-Raymond » est anciennement connu sous plusieurs noms : « rue Deslauriers », « chemin de la Montagne », « chemin Brigham ».

## Bâtiments remarquables et lieux de mémoire
- Parc de la Gatineau